# Kill Fuck Die
Kill Fuck Die – album amerykańskiego zespołu heavymetalowego W.A.S.P., który został wydany 1997 roku.

## Lista utworów
Autorami wszystkich utworów są Blackie Lawless i Chris Holmes.
1. „Kill.Fuck.Die.” – 4:20
2. „Take the Addiction” – 3:41
3. „My Tortured Eyes” – 4:03
4. „Killahead” – 4:07
5. „Kill Your Pretty Face” – 5:49
6. „Fetus” – 1:23
7. „Little Death” – 4:12
8. „U” – 5:10
9. „Wicked Love” – 4:36
10. „The Horror” – 8:26

## Wykonawcy
- Blackie Lawless – śpiew, gitara elektryczna
- Chris Holmes – gitara elektryczna
- Mike Duda – gitara basowa
- Stet Howland – perkusja